# Демир Демиркан
Демир Демиркан (на турски: Demir Demirkan) е турски музикант и композитор, бивш китарист на турската метъл група Пентаграм (1992 – 1998).

## Биография
Демиркан започва да се занимава с музика на 13-годишна възраст, като свири на китара с различни групи в училище. През 1990 година се присъединява към Пентаграм, като композира и свири на китара във втория албум на групата (Trail Blazer).
През 1992 година се премества да живее в Лос Анджелис, където следва в музикалния институт заедно с известните музиканти Скот Хендерсън, Франк Гамбале и Паул Хенсън.
През 1996 година, той се връща в Истанбул и работи като продуцент, китарист и композитор за различни изпълнители като Шебнем Ферах и Сертаб Еренер. В Пентаграм се завръща през 1997 година, като записва албума Anatolia.